# Newton (escala)
A escala Newton (símbolo: °N) é uma escala de temperatura concebida pelo físico e  matemático Isaac Newton por volta de 1700. Ele elaborou, primeiramente, uma escala de temperatura qualitativa, compreendendo cerca de 20 pontos de referência que variam de "ar frio no inverno" para "brasas no fogo da cozinha". Essa foi uma abordagem um tanto problemática e Newton rapidamente tornou-se insatisfeito com ela. Ele sabia que a maioria das substâncias se expandem quando aquecidas, então mediu a diferença de volume de óleo de linhaça com seus pontos de referência. Ele encontrou que o volume do óleo de linhaça aumentou 7,25% quando aquecido a partir da temperatura de derretimento da neve até a ebulição da água.
Newton definiu os pontos fixos de sua escala como o derretimento da neve (0°N) e a ebulição da água (33°N). Sua escala é, portanto, um precursor da escala Celsius, visto que as duas escalas são definidas pelas mesmas referências.

## Conversão de unidades de temperatura
| Conversão de    | para            | Fórmula                  |
| --------------- | --------------- | ------------------------ |
| kelvin          | grau Fahrenheit | °F = K × 1,8 - 459,889   |
| grau Fahrenheit | kelvin          | K = (°F + 459,67) / 1,8  |
| kelvin          | grau Celsius    | °C = K - 273,15          |
| grau Celsius    | kelvin          | K = °C + 273,15          |
| kelvin          | rankine         | Ra = K × 1,8             |
| rankine         | kelvin          | K = Ra / 1,8             |
| kelvin          | réaumur         | °Ré = (K - 273,15) × 0,8 |
| réaumur         | kelvin          | K = °Ré × 1,25 + 273,15  |